# Enzo Bernardini
Enzo Bernardini (Roma, 17 ottobre 1958) è un generale italiano, dal 10 giugno 2022 al 16 dicembre 2023 Comandante Interregionale "Podgora", subentrato al generale di corpo d'armata Carmelo Burgio.
È stato Vice-Comandante Generale dell'Arma dei Carabinieri in carica dal 21 marzo 2021 al 9 giugno 2022.

## Biografia
Ha intrapreso la carriera militare nel 1974, frequentando la Scuola militare Nunziatella di Napoli e, a seguire, i corsi dell'Accademia militare di Modena e della Scuola Ufficiali Carabinieri di Roma. Ha conseguito anche una laurea in Giurisprudenza e laurea specialistica in Scienze della Sicurezza Interna ed Esterna.
Nei gradi di tenente e capitano è stato Comandante di Plotone presso la Scuola Allievi Sottufficiali dei Carabinieri di Velletri (RM), Comandante di Compagnia Allievi Carabinieri presso l'Accademia militare di Modena, Comandante della Compagnia Carabinieri di Taormina (ME), nonché addetto alla 1ª e alla 3ª sezione dell'Ufficio operazioni del Comando generale dell'Arma dei Carabinieri.
Da Ufficiale superiore, nei gradi di maggiore e tenente colonnello, ha ricoperto gli incarichi di Capo della 3ª e della 5ª sezione dell'Ufficio Personale Ufficiali, di Capo Ufficio relazioni con il pubblico del Comando generale dell'Arma dei Carabinieri e di Comandante del Gruppo Carabinieri di Roma.
Da Colonnello ha retto gli incarichi di Comandante Provinciale Carabinieri di Milano, Capo Ufficio Legislazione del Comando generale dell'Arma dei Carabinieri e di Capo Ufficio legale del Comando Operativo di Vertice Interforze del Ministero della difesa a Roma.
Da Ufficiale Generale, è stato Comandante della Legione Allievi Carabinieri in Roma e, nell'ambito del Comando Generale dell'Arma dei Carabinieri, Capo del II Reparto, Sottocapo di Stato Maggiore, Capo di Stato Maggione in sede vacante e Presidente della Commissione di Valutazione e Avanzamento.
Dal 24 novembre 2018 al 20 marzo 2021 ha rivestito l'incarico di Comandante Interregionale Carabinieri "Vittorio Veneto" a Padova.
È stato Vice-Comandante Generale dell'Arma dei Carabinieri dal 21 marzo 2021 al 9 giugno 2022.
Dal 10 giugno 2022 al 16 dicembre 2023 ha assunto la carica di Comandante Interregionale Podgora, subentrando al Generale Carmelo Burgio.